# UCI WorldTour Feminino de 2017
O UCI WorldTour Feminino 2017 foi a segunda edição do máximo calendário ciclista feminino a nível mundial.
O calendário teve 21 carreiras, ainda que finalmente disputaram-se 20, começando a 4 de março com a disputa da Strade Bianche, e finalizando a 10 de setembro com a Madri Challenge by la Vuelta. Foram 4 carreiras mais com respeito à edição anterior: Amstel Gold Race Feminina, Liège-Bastogne-Liège Feminina, Ladies Tour of Norway e Boels Rental Ladies Tour.
Os ganhadoras finais foram Anna van der Breggen (ao ganhar 5 das 20 provas puntuables), Boels-Dolmans (ao ganhar 8 das 20 provas puntuables) e Cecilie Uttrup Ludwig, na classificação individual, por equipas e sub-23 respectivamente.

## Equipas
As equipas femininas pertencem a uma única divisão. No entanto, estão divididos em hierarquias segundo seu potencial que lhes ajuda a obter convites às carreiras mais importantes. Neste caso os 15 primeiras equipas obtêm convite a todas as carreiras deste circuito, os 5 seguintes só às carreiras de um dia, enquanto o resto não têm convite assegurado. Não obstante, as equipas podem renunciar a ela pelo que é provável que em todas as carreiras tenha equipas participantes fora de 20 ou 15 primeiros sem convite assegurado já que a carreira lhes outorgou convite "extra" fora das obrigatórias. Também podem participar selecções nacionais mas sem convite assegurado, estes ao igual que todas as equipas têm direito a pontuação.

### Resto de equipas (24)
| Código UCI | Equipa                                   | Nº de carreiras do UCI WorldTour nas que têm participado |
| ---------- | ---------------------------------------- | -------------------------------------------------------- |
| VAI        | Aromitalia Vaiano                        | 4                                                        |
| BPD        | Bizkaia-Durango                          | 6                                                        |
| GPC        | Chinesa Chongming-Liv Pro Cycling        | 1                                                        |
| CVB        | Colavita-Bianchi                         | 1                                                        |
| ZCG        | Conceria Zabri-Fanini-Guerciotti         | 1                                                        |
| DRP        | Drops                                    | 14                                                       |
| ISG        | Giusfredi Bianchi                        | 3                                                        |
| HBS        | Hagens Berman-Supermint                  | 1                                                        |
| LTK        | Lointek                                  | 3                                                        |
| MCC        | Minsk Cycling Clube                      | 0                                                        |
| PVD        | Parkhotel Valkenburg-Destil Cycling Team | 6                                                        |
| RLW        | Rally Cycling                            | 1                                                        |
| MIC        | S.C. Michela Fanini                      | 6                                                        |
| MIC        | SAS-Macogep                              | 4                                                        |
| T20        | Sho-Air Twenty20                         | 1                                                        |
| SVG        | Sport Vlaanderen-Guill d'Or              | 9                                                        |
| ILU        | Team Illuminate                          | 1                                                        |
| WNT        | Team WNT Pro Cycling                     | 3                                                        |
| TWC        | Thailand Women's Cycling Team            | 0                                                        |
| TOG        | Top Girls Fassa Bortolo                  | 5                                                        |
| UHC        | Unitedhealthcare Pro Cycling Team        | 1                                                        |
| VAL        | Valcar PBM                               | 4                                                        |
| VDA        | Visit Dallas DNA Pro Cycling             | 1                                                        |
| SLP        | Weber Shimano Ladies Power               | 0                                                        |

### Selecções nacionais (18)
- Incluem-se as selecções nacionais que obtiveram convite em alguma dessas carreiras em 2016 ou 2017.

| Selecção                    | Nº de carreiras do UCI WorldTour nas que têm participado |
| --------------------------- | -------------------------------------------------------- |
| Selecção da Austrália       | 4                                                        |
| Selecção da Bélgica         | 1                                                        |
| Selecção da China           | 1                                                        |
| Selecção da Colômbia        | 0                                                        |
| Selecção da Coreia do Sul   | 0                                                        |
| Selecção da Espanha         | 1                                                        |
| Selecção dos Estados Unidos | 2                                                        |
| Selecção da Finlândia       | 0                                                        |
| Selecção da França          | 3                                                        |
| Selecção da Grã-Bretanha    | 1                                                        |
| Selecção de Hong Kong       | 1                                                        |
| Selecção do Japão           | 0                                                        |
| Selecção da Malásia         | 1                                                        |
| Selecção do México          | 0                                                        |
| Selecção da Noruega         | 3                                                        |
| Selecção dos Países Baixos  | 1                                                        |
| Selecção do Reino Unido     | 0                                                        |
| Selecção da Rússia          | 1                                                        |
| Selecção da Suécia          | 1                                                        |
| Selecção da Suíça           | 1                                                        |
| Selecção da Tailândia       | 0                                                        |
| Selecção de Taipé           | 0                                                        |
| Selecção de Taiwan          | 1                                                        |

## Carreiras
| Data                   | Carreira                                      | Vencedora            | Equipa da vencedora |
| ---------------------- | --------------------------------------------- | -------------------- | ------------------- |
| 4 de março             | Strade Bianche                                | Elisa Longo Borghini | Wiggle High5        |
| 11 de março            | Tour de Drenthe                               | Amalie Dideriksen    | Boels Dolmans       |
| 19 de março            | Troféu Alfredo Binda-Comune di Cittiglio      | Coryn Rivera         | Sunweb              |
| 26 de março            | Gante-Wevelgem                                | Lotta Lepistö        | Cervélo-Bigla       |
| 2 de abril             | Volta à Flandres                              | Coryn Rivera         | Sunweb              |
| 16 de abril            | Amstel Gold Race                              | Anna van der Breggen | Boels Dolmans       |
| 19 de abril            | Flecha Valona                                 | Anna van der Breggen | Boels Dolmans       |
| 23 de abril            | Liège-Bastogne-Liège                          | Anna van der Breggen | Boels Dolmans       |
| 5-7 de maio            | Tour da Ilha de Chongming                     | Jolien D'Hoore       | Wiggle High5        |
| 11-14 de maio          | Volta à Califórnia                            | Anna van der Breggen | Boels Dolmans       |
| 4 de junho             | The Philadelphia Cycling Classic              | Cancelada            | Cancelada           |
| 7-11 de junho          | The Women's Tour                              | Katarzyna Niewiadoma | WM3                 |
| 30 de junho-9 de julho | Giro d'Italia Feminino                        | Anna van der Breggen | Boels Dolmans       |
| 20 de julho            | La Course by Le Tour de France                | Annemiek van Vleuten | Orica Scott         |
| 29 de julho            | RideLondon Classique                          | Coryn Rivera         | Sunweb              |
| 11 de agosto           | Crescent Vårgårda TTT                         | Boels Dolmans        | Boels Dolmans       |
| 13 de agosto           | Crescent Vårgårda RR                          | Lotta Lepistö        | Cervélo-Bigla       |
| 17-20 de agosto        | Ladies Tour of Norway                         | Marianne Vos         | WM3                 |
| 26 de agosto           | Grande Prêmio de Plouay Lorient Agglomáration | Elizabeth Deignan    | Boels Dolmans       |
| 29-3 de setembro       | Boels Rental Ladies Tour                      | Annemiek van Vleuten | Orica Scott         |
| 10 de setembro         | Madri Challenge by la Vuelta                  | Jolien D'Hoore       | Wiggle High5        |

1. 1 2 3  A The Philadelphia Cycling Classic não se disputou devido à falta de patrocinadores da carreira segundo informou a organização a 27 de janeiro de 2017 num comunicado oficial com o que finalmente foram 20 as carreiras pontuáveis

## Detalhe de equipas/selecções por carreira
| Equipa                             | SB | DRE | AB-CC | GW | FLA | AMS | FV | LBL | CHO | CAL | WT | ITA | COU | LON | OSV-TTT | OSV | LTN | PLO-B | BRT | MAD | Total |    |
| ---------------------------------- | -- | --- | ----- | -- | --- | --- | -- | --- | --- | --- | -- | --- | --- | --- | ------- | --- | --- | ----- | --- | --- | ----- | -- |
| Alé Cipollini                      |    |     |       |    |     |     |    |     |     |     |    |     |     |     |         |     |     |       |     |     | 19    |    |
| BePink Cogeas                      |    |     |       |    |     |     |    |     |     |     |    |     |     |     |         |     |     |       |     |     | 19    |    |
| Boels Dolmans                      |    |     |       |    |     |     |    |     |     |     |    |     |     |     |         |     |     |       |     |     | 19    |    |
| Canyon-SRAM                        |    |     |       |    |     |     |    |     |     |     |    |     |     |     |         |     |     |       |     |     | 18    |    |
| Cervélo-Bigla                      |    |     |       |    |     |     |    |     |     |     |    |     |     |     |         |     |     |       |     |     | 16    |    |
| Cylance                            |    |     |       |    |     |     |    |     |     |     |    |     |     |     |         |     |     |       |     |     | 20    |    |
| FDJ Nouvelle Aquitaine Futuroscope |    |     |       |    |     |     |    |     |     |     |    |     |     |     |         |     |     |       |     |     | 18    |    |
| Hitec Products                     |    |     |       |    |     |     |    |     |     |     |    |     |     |     |         |     |     |       |     |     | 18    |    |
| Lares-Waowdeals                    |    |     |       |    |     |     |    |     |     |     |    |     |     |     |         |     |     |       |     |     | 16    |    |
| Lensworld-Kuota                    |    |     |       |    |     |     |    |     |     |     |    |     |     |     |         |     |     |       |     |     | 16    |    |
| Orica Scott                        |    |     |       |    |     |     |    |     |     |     |    |     |     |     |         |     |     |       |     |     | 17    |    |
| Sunweb                             |    |     |       |    |     |     |    |     |     |     |    |     |     |     |         |     |     |       |     |     | 19    |    |
| Wiggle High5                       |    |     |       |    |     |     |    |     |     |     |    |     |     |     |         |     |     |       |     |     |       | 19 |
| Veloconcept                        |    |     |       |    |     |     |    |     |     |     |    |     |     |     |         |     |     |       |     |     | 16    |    |
| WM3                                |    |     |       |    |     |     |    |     |     |     |    |     |     |     |         |     |     |       |     |     | 18    |    |
| Wiggle High5                       |    |     |       |    |     |     |    |     |     |     |    |     |     |     |         |     |     |       |     |     | 18    |    |
| Astana                             |    |     |       |    |     |     |    |     |     |     |    |     |     |     |         |     |     |       |     |     | 13    |    |
| BTC City Ljubljana                 |    |     |       |    |     |     |    |     |     |     |    |     |     |     |         |     |     |       |     |     | 16    |    |
| Lotto Soudal Ladies                |    |     |       |    |     |     |    |     |     |     |    |     |     |     |         |     |     |       |     |     | 12    |    |
| Servetto Giusta                    |    |     |       |    |     |     |    |     |     |     |    |     |     |     |         |     |     |       |     |     | 14    |    |
| Tibco-Silicon Valley Bank          |    |     |       |    |     |     |    |     |     |     |    |     |     |     |         |     |     |       |     |     | 5     |    |
| Aromitalia Vaiano                  |    |     |       |    |     |     |    |     |     |     |    |     |     |     |         |     |     |       |     |     | 4     |    |
| Drops                              |    |     |       |    |     |     |    |     |     |     |    |     |     |     |         |     |     |       |     |     | 14    |    |
| Giusfredi Bianchi                  |    |     |       |    |     |     |    |     |     |     |    |     |     |     |         |     |     |       |     |     | 3     |    |
| Top Girls Fassa Bortolo            |    |     |       |    |     |     |    |     |     |     |    |     |     |     |         |     |     |       |     |     | 5     |    |
| S.C. Michela Fanini                |    |     |       |    |     |     |    |     |     |     |    |     |     |     |         |     |     |       |     |     | 6     |    |
| Valcar PBM                         |    |     |       |    |     |     |    |     |     |     |    |     |     |     |         |     |     |       |     |     | 4     |    |
| Colavita-Bianchi                   |    |     |       |    |     |     |    |     |     |     |    |     |     |     |         |     |     |       |     |     | 1     |    |
| Selecção dos Países Baixos         |    |     |       |    |     |     |    |     |     |     |    |     |     |     |         |     |     |       |     |     | 1     |    |
| Selecção da Suíça                  |    |     |       |    |     |     |    |     |     |     |    |     |     |     |         |     |     |       |     |     | 1     |    |
| Bizkaia-Durango                    |    |     |       |    |     |     |    |     |     |     |    |     |     |     |         |     |     |       |     |     | 6     |    |
| Parkhotel Valkenburg-Destil        |    |     |       |    |     |     |    |     |     |     |    |     |     |     |         |     |     |       |     |     | 6     |    |
| SAS-Macogep                        |    |     |       |    |     |     |    |     |     |     |    |     |     |     |         |     |     |       |     |     | 4     |    |
| Sport Vlaanderen-Guill d'Or        |    |     |       |    |     |     |    |     |     |     |    |     |     |     |         |     |     |       |     |     | 9     |    |
| Lointek                            |    |     |       |    |     |     |    |     |     |     |    |     |     |     |         |     |     |       |     |     | 3     |    |
| Selecção da França                 |    |     |       |    |     |     |    |     |     |     |    |     |     |     |         |     |     |       |     |     | 3     |    |
| Chinesa Chongming-Liv              |    |     |       |    |     |     |    |     |     |     |    |     |     |     |         |     |     |       |     |     | 1     |    |
| Minsk Cycling Clube                |    |     |       |    |     |     |    |     |     |     |    |     |     |     |         |     |     |       |     |     | 1     |    |
| Selecção de Hong Kong              |    |     |       |    |     |     |    |     |     |     |    |     |     |     |         |     |     |       |     |     | 1     |    |
| Selecção da China                  |    |     |       |    |     |     |    |     |     |     |    |     |     |     |         |     |     |       |     |     | 1     |    |
| Selecção de Taiwan                 |    |     |       |    |     |     |    |     |     |     |    |     |     |     |         |     |     |       |     |     | 1     |    |
| Selecção da Rússia                 |    |     |       |    |     |     |    |     |     |     |    |     |     |     |         |     |     |       |     |     | 1     |    |
| Selecção da Malásia                |    |     |       |    |     |     |    |     |     |     |    |     |     |     |         |     |     |       |     |     | 1     |    |
| Hagens Bermans-Supermint           |    |     |       |    |     |     |    |     |     |     |    |     |     |     |         |     |     |       |     |     | 1     |    |
| Rally Cycling                      |    |     |       |    |     |     |    |     |     |     |    |     |     |     |         |     |     |       |     |     | 1     |    |
| Sho-Air TWENTY20                   |    |     |       |    |     |     |    |     |     |     |    |     |     |     |         |     |     |       |     |     | 1     |    |
| UnitedHealthcare                   |    |     |       |    |     |     |    |     |     |     |    |     |     |     |         |     |     |       |     |     | 1     |    |
| Visit Dallas DNA                   |    |     |       |    |     |     |    |     |     |     |    |     |     |     |         |     |     |       |     |     | 1     |    |
| Selecção dos Estados Unidos        |    |     |       |    |     |     |    |     |     |     |    |     |     |     |         |     |     |       |     |     | 2     |    |
| Illuminate                         |    |     |       |    |     |     |    |     |     |     |    |     |     |     |         |     |     |       |     |     | 1     |    |
| WNT Pro Cycling\|WNT               |    |     |       |    |     |     |    |     |     |     |    |     |     |     |         |     |     |       |     |     | 3     |    |
| Conceria Zabri-Fanini-Guerciotti   |    |     |       |    |     |     |    |     |     |     |    |     |     |     |         |     |     |       |     |     | 1     |    |
| Selecção da Grã-Bretanha           |    |     |       |    |     |     |    |     |     |     |    |     |     |     |         |     |     |       |     |     | 1     |    |
| Selecção da Austrália              |    |     |       |    |     |     |    |     |     |     |    |     |     |     |         |     |     |       |     |     | 4     |    |
| Selecção da Noruega                |    |     |       |    |     |     |    |     |     |     |    |     |     |     |         |     |     |       |     |     | 3     |    |
| Selecção da Suécia                 |    |     |       |    |     |     |    |     |     |     |    |     |     |     |         |     |     |       |     |     | 1     |    |
| Selecção da Bélgica                |    |     |       |    |     |     |    |     |     |     |    |     |     |     |         |     |     |       |     |     | 1     |    |
| Selecção da Espanha                |    |     |       |    |     |     |    |     |     |     |    |     |     |     |         |     |     |       |     |     | 1     |    |
| Convites outorgados                | 24 | 20  | 25    | 26 | 28  | 21  | 24 | 24  | 20  | 18  | 17 | 24  | 21  | 20  | 21      | 23  | 22  | 22    | 16  | 18  |       |    |

- equipa/selecção convidado que participou.
- equipa/selecção convidado que recusou seu convite.

## Classificações Finais
Estas são as classificações finais depois da disputa de Madri Challenge by la Vuelta:
Nota: ver Barómetros de pontuação

### Classificação individual

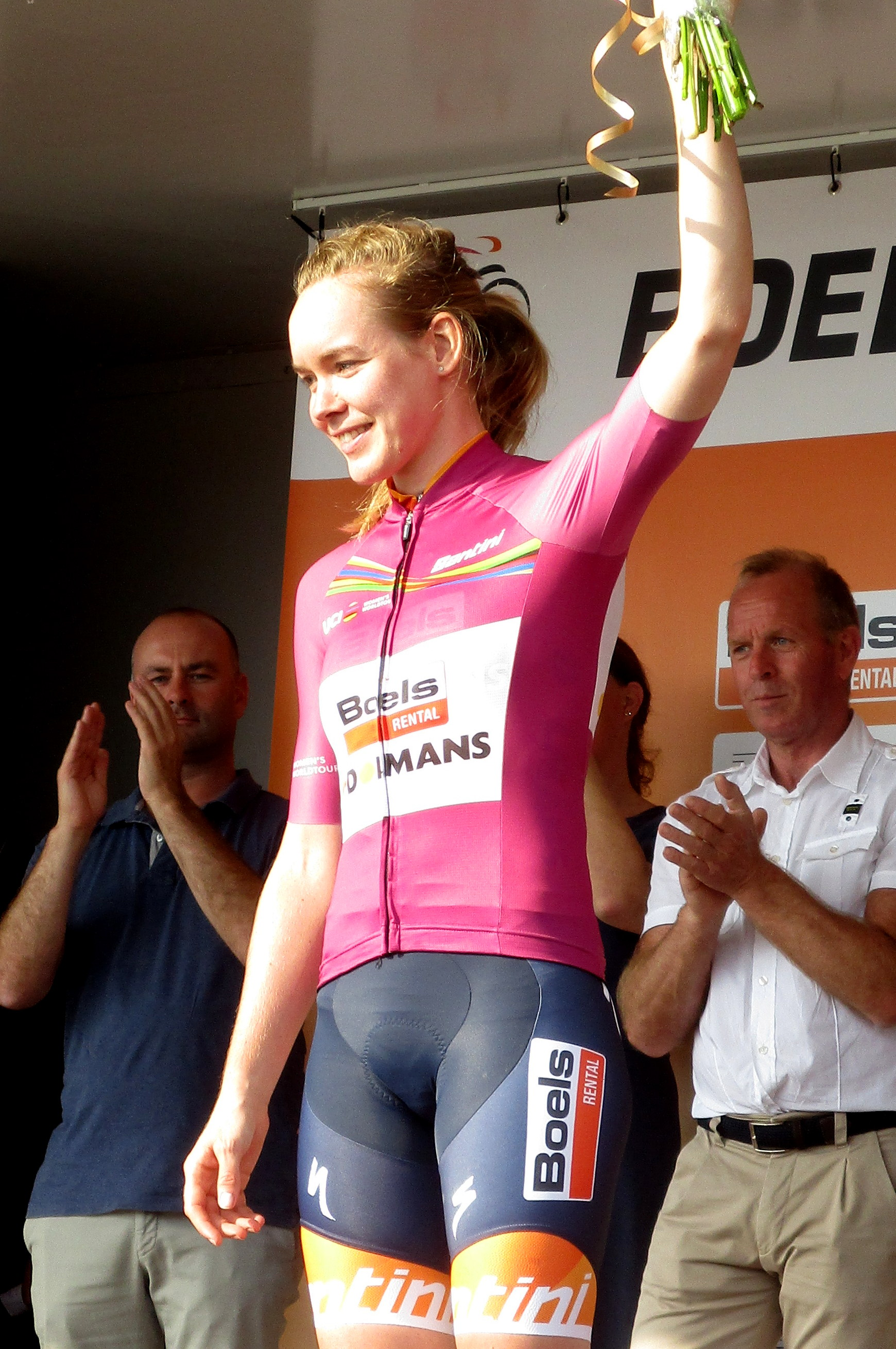
Anna van der Breggen com o maillot de líder no Boels Rental Ladies Tour

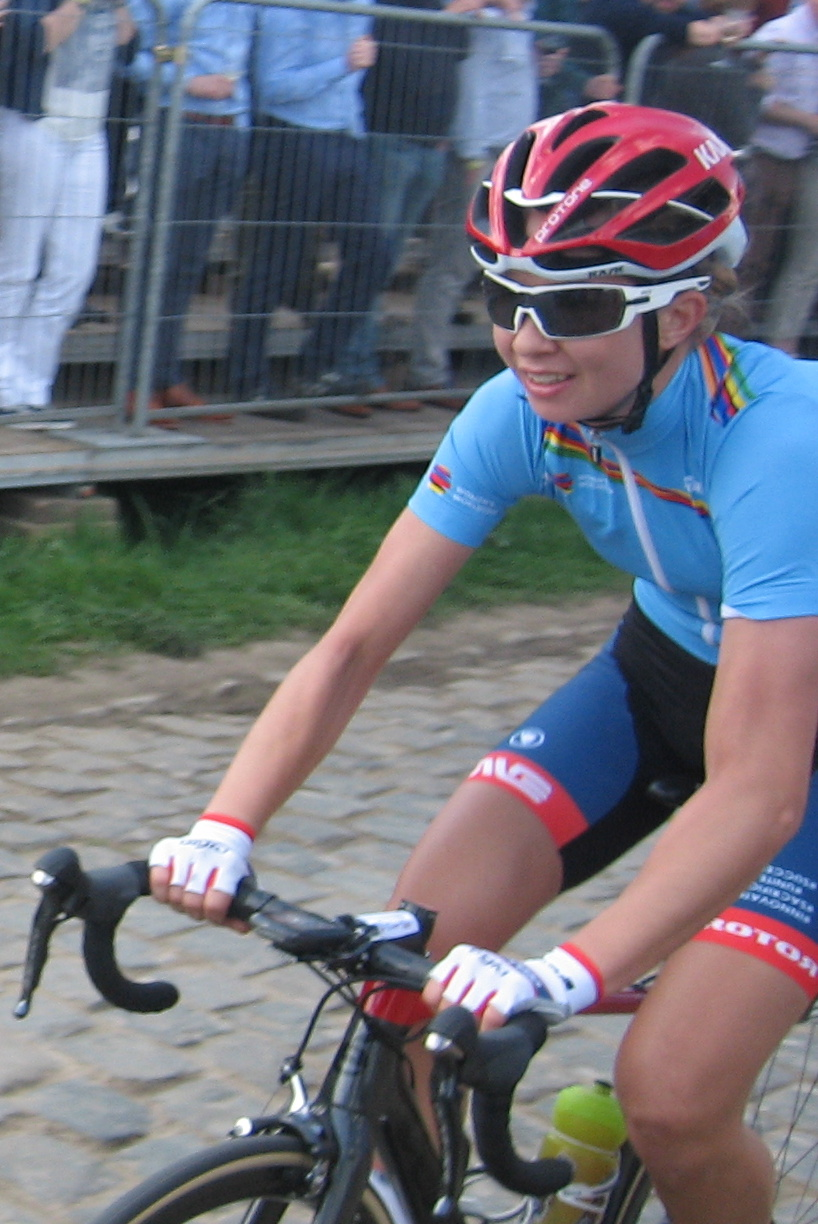
Cecilie Uttrup Ludwig com o maillot de líder sub-23 no Volta à Flandres

| Posição | Corredora            | Equipa        | Pontos |
| ------- | -------------------- | ------------- | ------ |
| 1.º     | Anna van der Breggen | Boels Dolmans | 1016   |
| 2.º     | Annemiek van Vleuten | Orica Scott   | 989    |
| 3.º     | Katarzyna Niewiadoma | WM3           | 856    |
| 4.º     | Coryn Rivera         | Sunweb        | 803    |
| 5.º     | Elisa Longo Borghini | Wiggle High5  | 630    |
| 6.º     | Jolien D'Hoore       | Wiggle High5  | 626    |
| 7.º     | Elizabeth Deignan    | Wiggle High5  | 623    |
| 8.º     | Ellen van Dijk       | Sunweb        | 614    |
| 9.º     | Lotta Lepistö        | Cervélo-Bigla | 518    |
| 10.º    | Chloe Hosking        | Alé Cipollini | 457    |

| 11.º | Marianne Vos           | WM3                                | 452 |
| 12.º | Megan Guarnier         | Boels Dolmans                      | 429 |
| 13.º | Elena Cecchini         | Canyon Sram Racing                 | 427 |
| 14.º | Chantal Blaak          | Boels Dolmans                      | 373 |
| 15.º | Kirsten Wild           | Cylance                            | 347 |
| 16.º | Arlenis Sierra         | Astana                             | 334 |
| 17.º | Lisa Brennauer         | Canyon Sram Racing                 | 321 |
| 18.º | Christine Majerus      | Boels Dolmans                      | 320 |
| 19.º | Shara Gillow           | FDJ Nouvelle Aquitaine Futuroscope | 320 |
| 20.º | Ashleigh Moolman-Pasio | Cervélo-Bigla                      | 303 |

### Classificação por equipas
Esta classificação calcula-se somando os pontos das quatro melhores corredoras de cada equipa ou selecção em cada carreira. As equipas com o mesmo número de pontos classificam-se de acordo a sua corredora melhor classificada.
| Posição | Equipa             | Pontos |
| ------- | ------------------ | ------ |
| 1.º     | Boels Dolmans      | 3273   |
| 2.º     | Sunweb             | 2153   |
| 3.º     | Wiggle High5       | 1824   |
| 4.º     | Orica Scott        | 1821   |
| 5.º     | Canyon Sram Racing | 1505   |

### Classificação sub-23
| Posição | Corredora             | Equipa         | Pontos |
| ------- | --------------------- | -------------- | ------ |
| 1.º     | Cecilie Uttrup Ludwig | Cervélo-Bigla  | 52     |
| 2.º     | Alice Barnes          | Drops          | 16     |
| 3.º     | Amalie Dideriksen     | Boels Dolmans  | 16     |
| 4.º     | Susanne Andersen      | Hitec Products | 12     |
| 5.º     | Lisa Klein            | Cervélo-Bigla  | 12     |

## Progresso das classificações
| Carreira (Vencedora)                                    | Classificação individual | Classificação por equipas | Classificação sub-23  |
| ------------------------------------------------------- | ------------------------ | ------------------------- | --------------------- |
| Strade Bianche (Elisa Longo Borghini)                   | Elisa Longo Borghini     | Wiggle High5              | Cecilie Uttrup Ludwig |
| Tour de Drenthe (Amalie Dideriksen)                     | Elisa Longo Borghini     | Boels Dolmans             | Amalie Dideriksen     |
| Troféu Alfredo Binda-Comune di Cittiglio (Coryn Rivera) | Elisa Longo Borghini     | Boels Dolmans             | Cecilie Uttrup Ludwig |
| Gante-Wevelgem (Lotta Lepistö)                          | Elisa Longo Borghini     | Wiggle-High5              | Cecilie Uttrup Ludwig |
| Volta à Flandres (Coryn Rivera)                         | Coryn Rivera             | Sunweb                    | Cecilie Uttrup Ludwig |
| Amstel Gold Race (Anna van der Breggen)                 | Coryn Rivera             | Boels Dolmans             | Cecilie Uttrup Ludwig |
| Flecha Valona Feminina (Anna van der Breggen)           | Coryn Rivera             | Boels Dolmans             | Cecilie Uttrup Ludwig |
| Tour da Ilha de Chongming (Jolien D'Hoore)              | Anna van der Breggen     | Boels Dolmans             | Cecilie Uttrup Ludwig |
| Volta à Califórnia (Anna van der Breggen)               | Anna van der Breggen     | Boels Dolmans             | Cecilie Uttrup Ludwig |
| The Women's Tour (Katarzyna Niewiadoma)                 | Katarzyna Niewiadoma     | Boels Dolmans             | Cecilie Uttrup Ludwig |
| Giro d'Italia Feminino (Anna van der Breggen)           | Anna van der Breggen     | Boels Dolmans             | Cecilie Uttrup Ludwig |
| La Course by Le Tour de France (Annemiek van Vleuten)   | Anna van der Breggen     | Boels Dolmans             | Cecilie Uttrup Ludwig |
| RideLondon Classique (Coryn Rivera)                     | Anna van der Breggen     | Boels Dolmans             | Cecilie Uttrup Ludwig |
| Ladies Tour of Norway (Marianne Vos)                    | Anna van der Breggen     | Boels Dolmans             | Cecilie Uttrup Ludwig |
| Open de Suède Vargarda TTT (Boels Dolmans)              | Anna van der Breggen     | Boels Dolmans             | Cecilie Uttrup Ludwig |
| Open de Suède Vargarda (Lotta Lepistö)                  | Anna van der Breggen     | Boels Dolmans             | Cecilie Uttrup Ludwig |
| Grande Prêmio de Plouay-Bretaña (Elizabeth Deignan)     | Anna van der Breggen     | Boels Dolmans             | Cecilie Uttrup Ludwig |
| Boels Rental Ladies Tour (Annemiek van Vleuten)         | Anna van der Breggen     | Boels Dolmans             | Cecilie Uttrup Ludwig |
| Madri Challenge by la Vuelta (Jolien D'Hoore)           | Anna van der Breggen     | Boels Dolmans             | Cecilie Uttrup Ludwig |
| Final                                                   | Anna van der Breggen     | Boels Dolmans             | Cecilie Uttrup Ludwig |